# Cerkiew Zmartwychwstania Pańskiego w Legnicy
Cerkiew pod wezwaniem Zmartwychwstania Pańskiego (ros. Церковь Воскресения Господня в Легнице) – prawosławna cerkiew parafialna w Legnicy. Należy do dekanatu Lubin diecezji wrocławsko-szczecińskiej Polskiego Autokefalicznego Kościoła Prawosławnego.

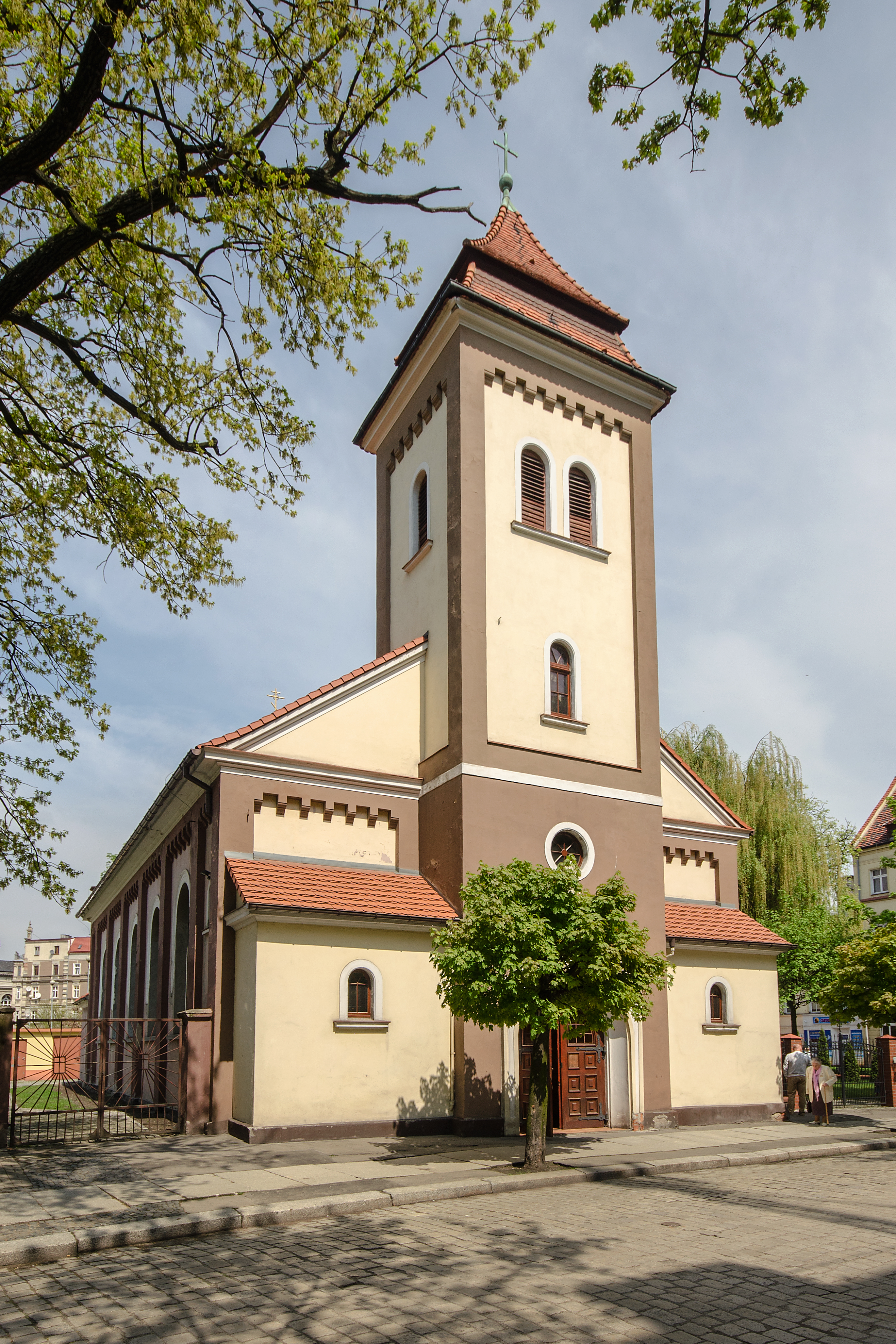
Cerkiew od frontu

Legnicka cerkiew to dawny kościół ewangelicki wzniesiony w 1833 (wieża została dobudowana w 1912). W 1975 przekazany Polskiemu Autokefalicznemu Kościołowi Prawosławnemu. W latach 1976–1977 budynek częściowo dostosowano do potrzeb liturgii prawosławnej. We wnętrzu ikonostas pochodzący z 1891, przywieziony z cerkwi we Włodawie.
W czasie powodzi w sierpniu 1977, świątynia została zalana na wysokość 1 metra. Sprzęt cerkiewny nie uległ zniszczeniu, gdyż został zawczasu wyniesiony. Osuszanie obiektu trwało kilka miesięcy. Po wykonaniu niezbędnego remontu, cerkiew ponownie konsekrowano w 1983. Kolejny gruntowny remont świątyni rozpoczęto w 2012. Do 2013 odnowiono elewację, wymieniono poszycie dachu na wieży i wykonano nową stolarkę okienną. W 2014 r. trwały prace we wnętrzu cerkwi (przebudowa, wymiana tynków, posadzki, instalacji elektrycznej, montaż ogrzewania). Na czas remontu nabożeństwa odbywają się w świetlicy parafialnej.
Cerkiew została wpisana do rejestru zabytków 3 października 2011 pod nr A/5356.